# George Finlay
George Finlay (1799 - 1875), est un philhellène et historien écossais.

## Biographie
Il naquit à Faversham dans le Kent, où son père, officier dans l'armée britannique était inspecteur des poudrières. Il fit ses études dans les universités  de Glasgow, Göttingen puis Édimbourg.
Il s'enthousiasma pour la cause grecque et participa à la guerre d'indépendance grecque d'abord à bord de la Karteria aux côtés de Frank Abney Hastings. À la fin du conflit, il acheta une maison à Athènes. Il mit sur pied divers projets qui n'aboutirent pas pour la modernisation de la Grèce. Il publia son Histoire de la Grèce entre  1843 et 1861.